# Aemilia (vlaggenschip)

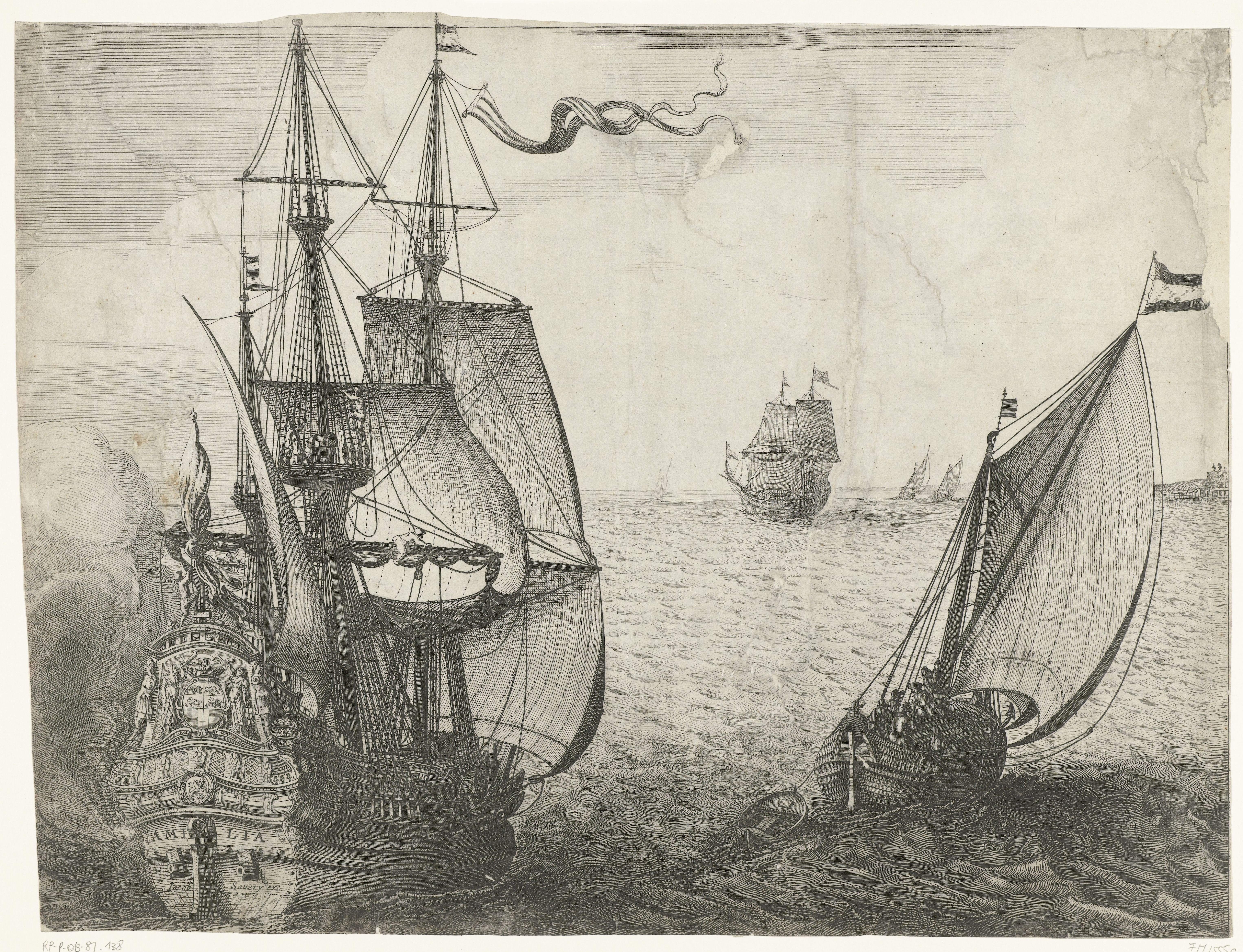
De Amilia, het vlaggenschip van Filips van Dorp in ca. 1635. Maker anoniem.

De Aemilia, (Amilia, Amalia, Prinses Amalia) werd in 1632 gebouwd door Jan Salomonszn. van den Tempel op de werf van de Admiraliteit van Rotterdam. Het schip was vernoemd naar Amalia van Solms, de vrouw van prins Frederik Hendrik. Het was het eerste grotere schip dat in de Nederlanden werd gebouwd om uitsluitend als oorlogsschip te worden gebruikt. Het was de eerste zogeheten 'Hollandse tweedekker' die model stond voor een reeks van oorlogsschepen in binnen- en buitenland, waaronder de Brederode uit 1644, maar ook nog bijvoorbeeld de Wap(p)en von Hamburg uit 1669. Volgens tekeningen en schilderijen voerde het aanvankelijk het stadswapen van Rotterdam op de spiegel, zie bijgaande ets uit 1635, maar later het persoonlijk wapen van Frederik Hendrik (latere versie), zie bijvoorbeeld het schilderij van Reinier Nooms hiernaast.
De lengte was ongeveer 42 meter, de breedte acht meter, het vrijboord 4,2 meter en de diepgang vijf meter; de opgegeven dimensies bedroegen 132 bij 32 bij 13,5 Rijnlandse voet. Het volume werd in de zeventiende eeuw aangegeven als driehonderd last. Het had een waterverplaatsing van 800 ton en het had tussen de 53 en 59 kanonnen. De Aemilia had aanvankelijk een bewapening van 46 stukken, maar door Tromp werd deze vergroot tot 58 stukken met de volgende indeling: vier 36-ponders, twaalf 24-ponders, acht 18-ponders, twintig 12-ponders, tien 6-ponders, vier 4-ponders, waarbij de zwaarste en gevaarlijkste kanonnen op de onderste geschutsrij lagen, de vier 36-ponds jacht- en hekstukken in de voor- en achterkant. Ook de Brederode zou later deze bewapening krijgen. De bemanning van de Aemilia bedroeg ongeveer 270 man.
De Aemilia was gedurende de laatste fase van de Tachtigjarige Oorlog, eerst in 1635 het 17e-eeuwse vlaggenschip van luitenant-admiraal Filips van Dorp en werd daarna werd het vlaggenschip van luitenant-admiraal Maarten Tromp tijdens de vernietiging van de Tweede Spaanse Armada door de Nederlandse vloot tijdens de zeeslag bij Duins op 31 oktober 1639. Egbert Bartolomeusz Kortenaer werd opperstuurman op de Aemilia van Tromp, tot in1647 toen de Aemilia werd verkocht. Egbert Bartolomeusz Kortenaer werd in 1651 stuurman op het nieuwe vlaggenschip van Tromp, de Brederode.

Het "weergadeloos" schip was in juni 1651 nog een nieuwsbericht in de Hollandse Mercurius waard, toen het in de Middellandse Zee in dienst van Franse vrijbuiters door twee Spaanse oorlogsschepen werd veroverd en te Napels opgebracht, waar de Aemilia vervolgens haar laatste dagen sleet "als een romp".

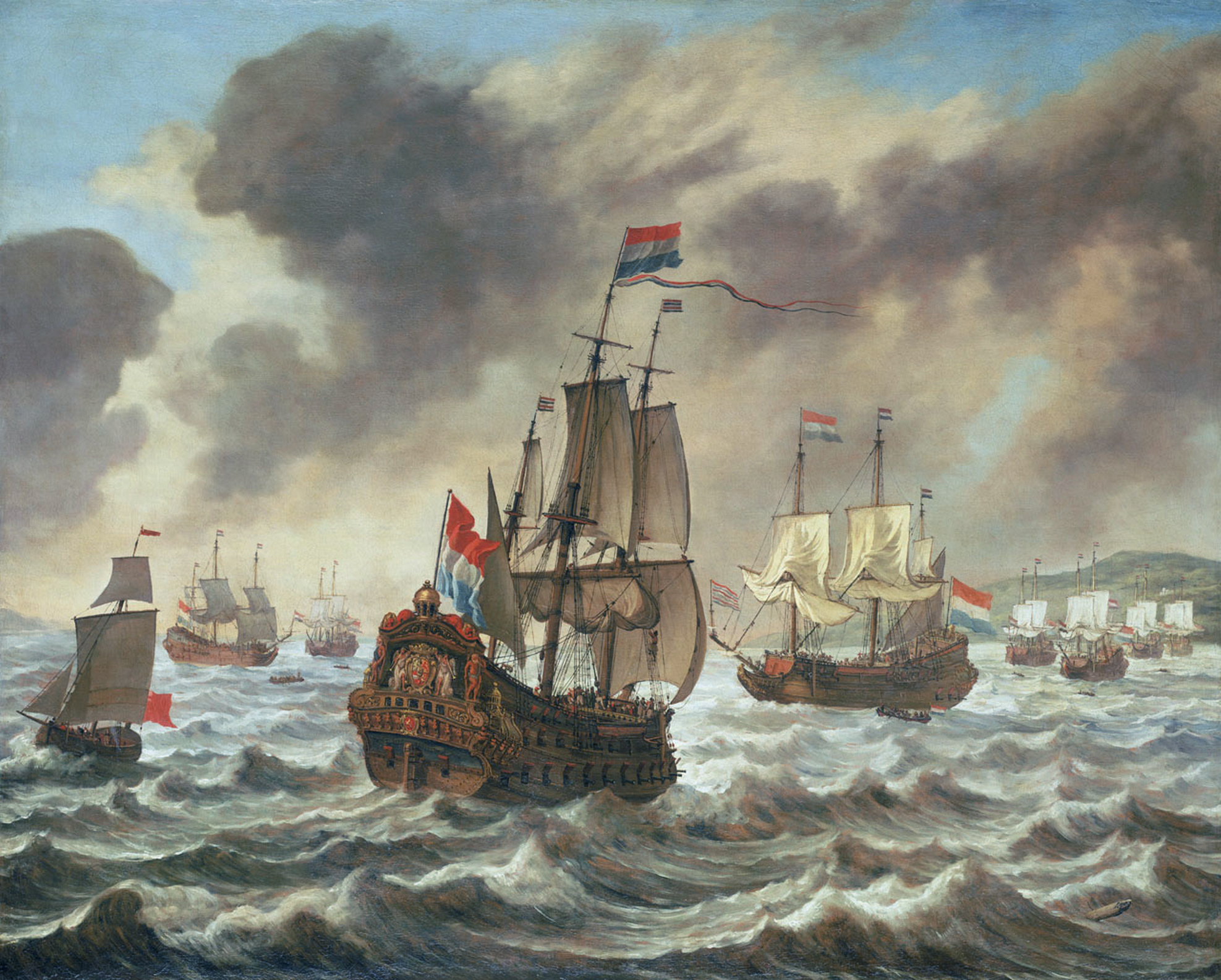
De Aemilia centraal weergegeven tijdens de aanloop naar de Slag bij Duins in 1639. Reinier Nooms

Aeolus · Aemilia · Brederode · Prins Willem · Eendragt · Groot Hollandia · Hollandia · Zeven Provinciën · Gouden Leeuw · Beschermer